# Irmgard Abs-Wurmbach
Irmgard Abs-Wurmbach (* 19. Dezember 1938 in Bonn; † 8. April 2020 in Strausberg) war eine deutsche Mineralogin.

## Leben
Abs-Wurmbach war das jüngste Kind des Zoologen Hermann Wurmbach und seit 1991 Professorin an der TU Berlin. Zuvor lehrte und forschte sie an der Universität Bonn, der Ruhr-Universität Bochum, der Universität Bern und der Philipps-Universität Marburg. Sie forschte auf dem Gebiet der Absorptions-, Elektronenspinresonanz- und Mößbauerspektroskopie.

## Auszeichnungen
Nach ihr ist das Mineral Abswurmbachit benannt.